# Motaci
A Sparta coloro che erano nati da un padre spartiate e una madre di condizione ilotica erano detti motaci (anche se alcuni autori descrivono i motaci come schiavi educati alla spartana e non come uomini liberi o bastardi).
Essi godevano di alcuni privilegi, come la possibilità di ricevere la stessa educazione dei cittadini di pieno diritto e il poter essere ammessi occasionalmente ai sissizi, ma erano privi dei diritti politici. Potevano diventare cittadini con pieni diritti solo in casi eccezionali per i propri meriti in guerra o nella gestione dello stato. Da quello che ci riferiscono le fonti i motaci partecipavano alle campagne militari a  fianco degli spartani e solo in epoca classica rileviamo motaci al comando della flotta o di corpi di spedizione.
La tradizione ci tramanda che molti grandi leader dell'età classica furono motaci come per esempio Lisandro, Gilippo e Callicratida. Bisogna però tenere conto del fatto che era comune per la tradizione antica insinuare origini servili per criticare indirettamente i propri oppositori politici e quindi non ci è chiaro se veramente questi grandi generali fossero veramente motaci.